# Haley Bennett
Haley Bennett, född Haley Loraine Keeling den 7 januari 1988 i Fort Myers, Florida, är en amerikansk skådespelare och sångare.

## Biografi
Efter skolan studerade hon skådespeleri och musik; hon filmdebuterade i filmen Music and Lyrics från 2007.
Hon har en dotter född 2018 tillsammans med sin partner, regissören Joe Wright.  Familjen bor i Brooklyn, New York.

## Filmografi, i urval
- 2007 – Music and Lyrics - Cora Corman
- 2008 – College - Kendall
- 2008 – The Haunting av Molly Hartley - Molly Hartley
- 2008 – Marley & jag - Lisa (cameo)
- 2009 – Passage - Abby
- 2009 – Hole - Julie Campbell
- 2009 – Arcadia Lost - Charlotte
- 2010 – Kaboom - Stella
- 2014 – The Equalizer
- 2015 – Hardcore Henry
- 2016 – The Magnificent Seven
- 2016 – Kvinnan på tåget
- 2017 – Thank You For Your Service
- 2020 – The Devil All the Time
- 2020 – Hillbilly Elegy
- 2024 – Borderlands